# Lina Martínez García
Lina Del Pilar Martínez García (Buenaventura, 1 de noviembre de 1994) es una abogada colombiana, fue candidata a la Cámara de Representantes de Colombia para el periodo 2022-2026 por la circunscripción especial afro. Tras las elecciones legislativas del 2022 para las que se presentó, el resultado preliminar la ubicaba en el tercer lugar detrás de Miguel Polo Polo y Ana Rogelia Monsalve, pero el escrutinio del día siguiente le otorgaba cerca de 950 votos más por lo que se le declaró congresista electa. Después de un nuevo proceso de reconteo, se encontraron votos no contabilizados correctamente a favor de Polo Polo que le daban una victoria sobre Martínez, haciéndolo el ganador del escaño.
Martínez es hija del cuestionado político Juan Carlos Martínez Sinisterra.

## Biografía
Abogada especializada en derecho empresarial y desarrollo comercial de la universidad Santiago de Cali.
En Buenaventura impulsó iniciativas sociales como Sena al barrio para capacitar principalmente a mujeres cabeza de familia en sectores vulnerables. 
Así mismo, ha liderado programas para beneficiar a los adultos mayores con actividades recreativas y alimentarias; al igual que a jóvenes, por medio del deporte, brigadas de salud, asesoría jurídica y de planificación familiar en los barrios más vulnerables.